# Walid Mesloub
Walid Mesloub (* 4. September 1985 in Trappes) ist ein algerisch-französischer ehemaliger Fußballspieler.

## Vereinskarriere
Mesloub wuchs nahe Versailles auf und spielte in seiner Jugend bei einem Verein aus der Stadt. Von dort aus wechselte er 2005 zum SC Levallois in die unmittelbare Umgebung der französischen Hauptstadt Paris. Bei Levallois gehörte er von 2006 bis 2007 dem Viertligakader eines Vereins an, für den unter anderem Didier Drogba gespielt hatte. 2007 gelang dem algerischstämmigen Spieler mit seinem Wechsel zum FC Istres der Sprung in die dritte Liga, wo er sich ebenfalls einen Stammplatz sichern konnte, den er zuvor in der vierten Liga innegehabt hatte. Nachdem er 2009 mit der Mannschaft den Aufstieg in die zweithöchste Spielklasse erreicht hatte, absolvierte er beim 1:0 gegen Bastia am 7. August 2009 sein Zweitliga- und damit sein Profidebüt. 
Mesloub, der im Trikot von Istres die gesamte Hinrunde über zu den Leistungsträgern zählte, wurde im Januar 2010 an den Ligakonkurrenten Le Havre AC verkauft. Über eine mögliche Ablösesumme ist nichts bekannt. Bei Le Havre erlangte der Spieler eine Position in der Stammelf, die er im Verlauf der darauffolgenden Spielzeiten verteidigen konnte. Im Sommer 2014 wurde er vom Erstligisten FC Lorient verpflichtet; eine Ablösesumme wurde nicht fällig. Obwohl er zuvor noch nie in der höchsten französischen Spielklasse angetreten war, konnte er sich bei den Westfranzosen innerhalb kurzer Zeit einen Stammplatz erkämpfen. 2018 wechselte er zum RC Lens und 2020 zum katarischen Verein Umm-Salal SC. Danach beendete er seine Karriere.

## Nationalmannschaft
Gegen Ende seines ersten Jahres in Le Havre wurde der algerischstämmige Spieler im Herbst 2010 in die algerische Nationalelf berufen. Für diese kam er zu seinem Debüt, als er bei der Partie gegen Luxemburg am 17. November in der 46. Minute eingewechselt wurde. Dieses Freundschaftsspiel blieb zunächst sein einziger Einsatz für die Auswahl. Im Vorfeld der Afrikameisterschaft 2015 zählte Walid Mesloub wieder zum erweiterten Kader und am 6. September 2015 setzte sich seine Länderspiellaufbahn bei einem 3:1-Sieg über Lesotho nach fast fünf Jahren fort. Dieses Qualifikationsspiel für die Afrikameisterschaft 2017 war zudem sein erstes Pflichtspiel im Nationaltrikot. Daran anschließend wurde er regelmäßig in die Auswahl berufen.